# Jennifer Oeser
Jennifer Oeser (Brunsbüttel, 29 november 1983) is een Duitse zevenkampster. Ze is in deze discipline meervoudig Duits kampioene en Europees kampioene bij de neo-senioren. In totaal nam ze driemaal deel aan de Olympische Spelen.

## Loopbaan
Op haar eerste internationale wedstrijd behaalde Oeser een achtste plaats op de wereldkampioenschappen voor junioren in Kingston. Op de Europese kampioenschappen van 2006 in Göteborg werd ze vierde op de zevenkamp. In 2007 kwalificeerde ze zich samen met haar landgenotes Lilli Schwarzkopf en Sonja Kesselschläger voor de wereldkampioenschappen in Osaka. Hier werd ze zevende op de zevenkamp met een persoonlijk record van 6378 punten.
In 2008 op de Olympische Spelen van Peking werd Oeser tiende bij de zevenkamp met 6360 punten. Deze wedstrijd werd gewonnen door de Oekraïense Natalja Dobrynska met 6733 punten. Een jaar later werd ze tweede op de zevenkamp tijdens de WK in Berlijn. Met een persoonlijk record van 6493 eindigde ze met grote achterstand achter de Britse Jessica Ennis, die de wedstrijd won met 6731 punten.
Jennifer Oeser is aangesloten bij de atletiekvereniging TSV Bayer 04 Leverkusen. Ze werkt bij de grenspolitie.

## Titels
- Europees kampioene U23 zevenkamp - 2003
- Duits kampioene zevenkamp - 2006

## Persoonlijke records
Outdoor
| Onderdeel    | Prestatie          | Datum            | Plaats    |
| ------------ | ------------------ | ---------------- | --------- |
| 200 m        | 23,95 s (+1,3 m/s) | 16 juli 2011     | Ratingen  |
| 800 m        | 2.09,83            | 4 juli 2004      | Hengelo   |
| 100 m horden | 13,14 s (+1,2 m/s) | 17 juli 2011     | Ratingen  |
| hoogspringen | 1,86 m             | 7 augustus 2006  | Göteborg  |
| verspringen  | 6,68 m (-0,3 m/s)  | 31 juli 2010     | Barcelona |
| kogelstoten  | 14,29 m            | 16 augustus 2009 | Berlijn   |
| speerwerpen  | 51,30 m            | 30 augustus 2011 | Daegu     |
| zevenkamp    | 6683 p             | 31 juli 2010     | Barcelona |

Indoor
| Onderdeel    | Prestatie | Datum           | Plaats     |
| ------------ | --------- | --------------- | ---------- |
| 800 m        | 2.20,04   | 1 februari 2009 | Hamburg    |
| 60 m horden  | 8,56 s    | 1 februari 2009 | Hamburg    |
| hoogspringen | 1,81 m    | 1 februari 2009 | Hamburg    |
| verspringen  | 6,05 m    | 16 januari 2011 | Leverkusen |
| kogelstoten  | 13,68 m   | 17 januari 2011 | Leverkusen |
| vijfkamp     | 4423 p    | 1 februari 2009 | Hamburg    |

## Palmares

### zevenkamp
- 2002: 8e WK U20 - 5405 p
- 2006: 4e EK - 6376 p
- 2007: 7e WK - 6378 p
- 2008: 10e OS - 6360 p
- 2009:  Mehrkampf-Meeting Ratingen - 6442 p
- 2009:  WK - 6493 p
- 2009:  IAAF World Combined Events Challenge - 19255 p
- 2010:  Mehrkampf-Meeting Ratingen - 6427 p
- 2010:  EK - 6683 p
- 2010:  IAAF World Combined Events Challenge - 19303 p (na DQ Tatjana Tsjernova)
- 2011:  Mehrkampf-Meeting Ratingen - 6663 p
- 2011:  WK - 6572 p (na DQ Tatjana Tsjernova)
- 2011:  IAAF World Combined Events Challenge - 19594 p(na DQ Tatjana Tsjernova)
- 2012: 8e Hypomeeting - 6345 p
- 2012: 29e OS - 5455 p (na DQ Josypenko)
- 2016: 9e OS - 6401 p